# SharpTone Records
SharpTone Records ist eine 2016 gegründete US-amerikanische Plattenfirma, das sich auf Metal und Rockmusik, sowie dessen Subgenres spezialisiert hat.

## Geschichte
Das Label wurde am 24. Juni 2016 von Markus Staiger, dem Geschäftsführer des deutschen Unternehmens Nuclear Blast und Shawn Keith, ehemaliger Vizepräsident bei Sumerian Records ins Leben gerufen. Bereits einen Tag vor der offiziellen Bekanntmachung wurde das Label durch mehrere Postings verschiedenster Metalcore-Bands angedeutet.
Die ersten Bands, die bei SharpTone unterschrieben haben, sind Attila, We Came as Romans, Miss May I, Don Broco, Loathe, Emmure und World War Me. Es wurde angekündigt, dass Attila noch im Jahr 2016 ihr neuestes Album über SharpTone veröffentlichen würden.

## Künstler

### Aktuelle
- Alphawolf
- Better Lovers
- Bleeding Through
- Broadside
- Caskets
- Crystal Lake
- Currents
- Dead Lakes
- Don Broco
- Emmure
- Heart of Gold
- Holding Absence
- In Search of Solace
- Kingdom of Giants
- Kingsmen
- Loathe
- Make Them Suffer
- Miss May I
- Novelists FR
- Of Virtue
- Polaris
- Savage Hands
- Stepson
- Telltale
- The Wise Man’s Fear
- We Came as Romans

### Ehemalige
- Across the Atlantic
- Alazka
- Attila
- badXchannels
- Commonwealth
- Imminence
- Sink the Ship
- While She Sleeps
- Venues
- World War Me
- Widowmaker